# Hydroporus jonicus
Hydroporus jonicus är en skalbaggsart som beskrevs av L. Miller 1862. Hydroporus jonicus ingår i släktet Hydroporus och familjen dykare.

## Underarter
Arten delas in i följande underarter:
- H. j. jonicus
- H. j. caucasicus